# بيضة اللحية الزرقاء (قصص)
بيضة اللحية الزرقاء؛ عبارة عن مجموعة قصص قصيرة للكاتبة الكنديّة مارغريت أتوود، نُشرت لأوّل مرّة عام 1983. صدرت الطّبعة الأمريكية الأولى للكتاب عام 1986 تحت اسم بيضة اللحية الزرقاء وقصص أخرى.

## ملخص
في هذه المجموعة، تستكشف أتوود سياسات الجنس والعلاقات بين الجنسين، وتفحص العواطف والخيانات والضّحايا في مثل هذه العلاقات. أربع من القصص في المجموعة تبتعد عن هذا الموضوع لتقدّم بدلاً من ذلك تأمّلات في السّيرة الذاتية حول تأثيرات طفولة الرّاوي. تدور أحداث غالبيّة هذه القصص في وسط مدينة تورونتو.

## محتويات
ضمّنت القصّتين المحذوفتين في طبعة الولايات المتّحدة لعام 1986 في نسخة عام 1992 من قصص تدعىDancing Girls
- "لحظات مهمة في حياة أمي"
- "أغنية الربيع للضفادع"
- "إعصار هازل" - تستكشف هذه القصة الألم وعدم اليقين في مرحلة المراهقة. تتذكر الراوية أول علاقة حب لها، عندما كانت في الرابعة عشرة من عمرها، وكيف أن التقاليد السائدة في ذلك الوقت ربما تكون قد أوقعتها في فخ زواج غير سعيد. [2]
- "Scarlet Ibis" - أثناء إجازتها في منطقة البحر الكاريبي، تقوم عائلة برحلة ليوم واحد إلى Caroni Swamp لرؤية طائر أبو منجل القرمزي النادر. تستكشف القصة دوافع وآثار ارتباط الإنسان بالطبيعة. [3]
- "لولو؛" أو "الحياة المنزلية للغة" - تستكشف هذه القصة موضوع استغلال الرجال للمرأة. لولو صانعة خزاف ناجحة تدعم مالياً عدداً من الشعراء من بينهم زوجها السابق وعشاقها السابقون. يقودها علاقتها مع محاسبها إلى إدراك أنها تستمتع بكونها راعية للفنون، وتدرك تمامًا استغلال الشعراء لها ماليًا. [2]
- "حديقة الملح" - جوهر هذا الاختيار هو قصة زوجين منفصلين بشكل ودي، ولكل منهما عشيق جديد. [2]
- "Uglypuss" - يواجه جويل، وهو يساري متطرف على طراز الستينيات، التناقضات بين حياته العامة والخاصة. [4]
- "آكل الخطيئة" - مفقود من طبعة الولايات المتحدة 1986.
- "بيتي" - مفقودة من طبعة الولايات المتحدة 1986.
- "الشروق" - يستكشف هذا العمل تجارب رسامة تتقدم من رسم قضبان منتصبة إلى رسم وجوه الرجال، ومطاردة الرجال الذين ترغب في رسم وجوههم. تأتي خيبة الأمل عندما يعبر لها أحد هؤلاء الرجال عن وجهة نظره بأن المرأة هي بشكل صحيح موضوع للعنف. [2]
- "بيضة اللحية الزرقاء"
- "Unearthing Suite" - يقول المراجع William French أنه يمكن قراءة هذه القصة على أنها سيرة ذاتية. على هذا النحو، يشير ذلك إلى أن بدايات التطور الكتابي لأتوود حدثت في ملاحظاتها للمناظر الطبيعية المارة أثناء رحلاتها الطويلة بالسيارة مع عائلتها. [2]
- "قصتان عن إيما" (والتي تتضمن "The Whirlpool Rapids" و"Walking on Water")
- "بحثًا عن موز الأفعى الجرسية" - قبل الإصدار الأمريكي عام 1986، نُشرت هذه القصة في مجلة هاربر (أغسطس 1986). [5]